# Kanton Vigneux-sur-Seine
Der Kanton Vigneux-sur-Seine ist seit 1975 ein französischer Wahlkreis für die Wahl des Départementrats im Arrondissement Évry im Département Essonne und in der Region Île-de-France; sein Bureau centralisateur befindet sich in Vigneux-sur-Seine.

## Gemeinden
Der Kanton besteht aus drei Gemeinden und Gemeindeteilen mit insgesamt 58.578 Einwohnern (Stand: 1. Januar 2022) auf einer Gesamtfläche von 15,63 km²:
| Gemeinde                 | Einwohner 1. Januar 2022 | Fläche km² | Dichte Einw./km² | Code INSEE | Postleitzahl |
| ------------------------ | ------------------------ | ---------- | ---------------- | ---------- | ------------ |
| Crosne                   | 9.606                    | 2,48       | 3.873            | 91191      | 91560        |
| Montgeron                | 17.739                   | 4,38       | 4.050            | 91421      | 91230        |
| Vigneux-sur-Seine        | 31.233                   | 8,77       | 3.561            | 91657      | 91270        |
| Kanton Vigneux-sur-Seine | 58.578                   | 15,63      | 3.748            | 9119       | –            |

1. ↑   Nur der nordwestliche Teil der Gemeinde, der Rest gehört zum Kanton Draveil.

Bis zur Neuordnung bestand der Kanton Vigneux-sur-Seine aus der Gemeinde Vigneux-sur-Seine. Sein Zuschnitt entsprach einer Fläche von 8,77 km2.

## Bevölkerungsentwicklung
| 1968   | 1975   | 1982   | 1990   | 1999   | 2006   |
| ------ | ------ | ------ | ------ | ------ | ------ |
| 22 577 | 26 550 | 24 462 | 25 203 | 25 652 | 26 333 |